# Serguei Marchenko
Serguéi Grigórievich Márchenko (1901-1941) fue un político y diplomático soviético durante su estancia en España en el transcurso de la Guerra Civil en este país.

## Biografía
De origen armenio y nacido originalmente como Tateos Guegámovich Mandalián, comenzó su carrera en la Profintern. Luego trabajaría en el secretariado de la Internacional Comunista (Komintern), siendo enviado a España en 1936 como parte de la misión diplomática soviética. Ostentó el cargo de encargado de negocios en la embajada. A partir de mayo de 1937 se convirtió en el jefe de la diplomacia soviética en España, tras las destituciones de sus antecesores —Marcel Rosenberg y Leon Gaykis—. A pesar de las recomendaciones que hizo el comisario de Asuntos exteriores Litvínov, Stalin no llegó a nombrar oficialmente embajador a Márchenko y éste siguió siendo el encargado de negocios soviético aunque de facto actuase como embajador. Llegó a mantener una buena relación y cooperación con el presidente del gobierno republicano, el socialista Juan Negrín. En contraposición, tenía una mala opinión de Indalecio Prieto. Tras el final de la Guerra civil española y su regreso a la Unión Soviética, Márchenko fue arrestado en agosto de 1939 —en el contexto de la «Gran Purga»— y ejecutado el 28 de julio de 1941 en el campo de fusilamiento de Communarka.